# Attalea hoehnei
Attalea hoehnei là loài thực vật có hoa thuộc họ Arecaceae. Loài này được Burret mô tả khoa học đầu tiên năm 1929.